# Aleksandr Popov (kajakarz)
Aleksandr Popov (Александр Попов), (ur. 26 kwietnia 1975) – uzbecki kajakarz, uczestnik igrzysk olimpijskich w Atlancie (1996).

## Występy na igrzyskach olimpijskich
Popov wystartował na igrzyskach olimpijskich w Atlancie w K-1 na dystansie 500 m. W wyścigu eliminacyjnym uzyskał czas 1:56,827 i był to 9 czas w jego wyścigu eliminacyjnym i najgorszy w całych eliminacjach. W repasażach poprawił wynik przepływając dystans w czasie 1:51,623, co dało mu 8. miejsce. Jednak jego czas był jednym z najgorszych wyników repasaży. Ostatecznie został sklasyfikowany na przedostatnim, 25. miejscu.